# Stephen Worobetz
Stephen Worobetz, 26 décembre 1914 – 2 février 2006, personnalité politique canadienne, fut Lieutenant-gouverneur de la province de la Saskatchewan de 1970 à 1976.

## Biographie
Né d' immigrants ukrainiens , Worobetz a étudié la médecine à l' Université de la Saskatchewan à Saskatoon et à l' Université du Manitoba à Winnipeg . Pendant la Seconde Guerre mondiale , il a été officier médical de l'armée canadienne en Italie et a été récompensé pour son courage au front avec la croix militaire . Après la guerre, il a travaillé comme médecin de famille à Saskatoon et a opéré à Winnipeg et à Philadelphie après des études post-diplôme en chirurgie.
Le 2 février 1970, le gouverneur général Roland Michener assermenta Worobetz à titre de sous-gouverneur de la Saskatchewan. Il a occupé cette fonction jusqu’au 29 février 1976. Il a ensuite travaillé jusqu'à sa retraite en 1982 en tant que médecin. En 1993, il a reçu un doctorat honorifique de l'Université de la Saskatchewan et de l' Ordre du Canada , et en 1999, l' Ordre du mérite de la Saskatchewan.